# Du Tiêm Vượng

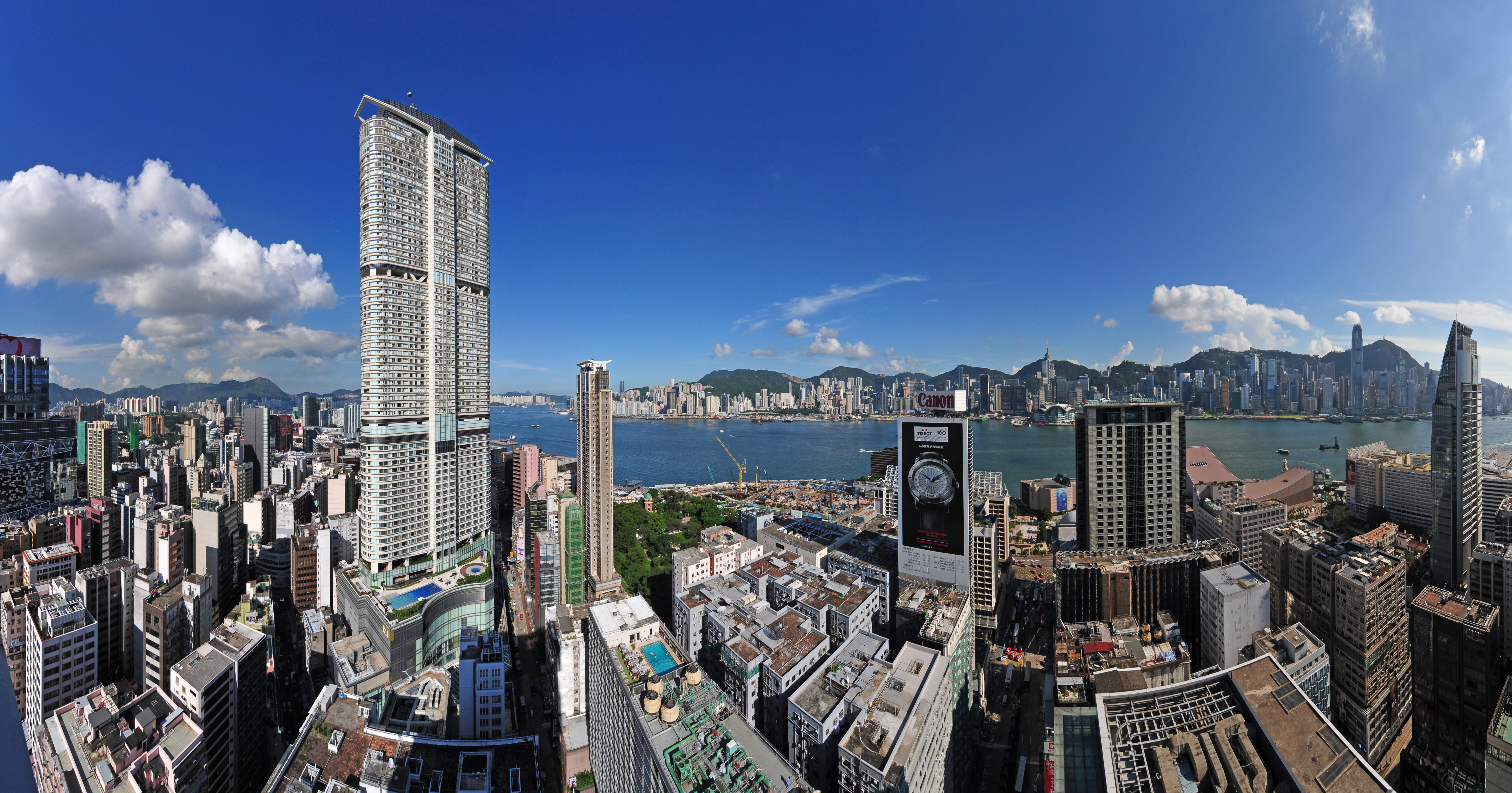
Tsim Sha Tsui

Du Tiêm Vượng (tiếng Trung: 油尖旺區) (Hán Việt: Du Tiêm Vượng khu) là một trong 18 quận của Hồng Kông. Quận này nằm ở phía tây của Kowloon (Cửu Long). Quận này có dân số 282.020 người năm 2001. Quận này có mật độ dân số cao thứ 3 thành phố. Tên của quận này lấy từ tên gọi 3 khu vực: Du Ma Địa, Tiêm Sa Chủy, và Vượng Giác. Đây là khu vực đô thị lõi của Cửu Long. Ở đây có Đại học Bách khoa Hồng Kông
Du Tiêm Vượng trước đây là 2 quận: Du Tiêm và Vượng Giác.

## Các khu vực trong quận

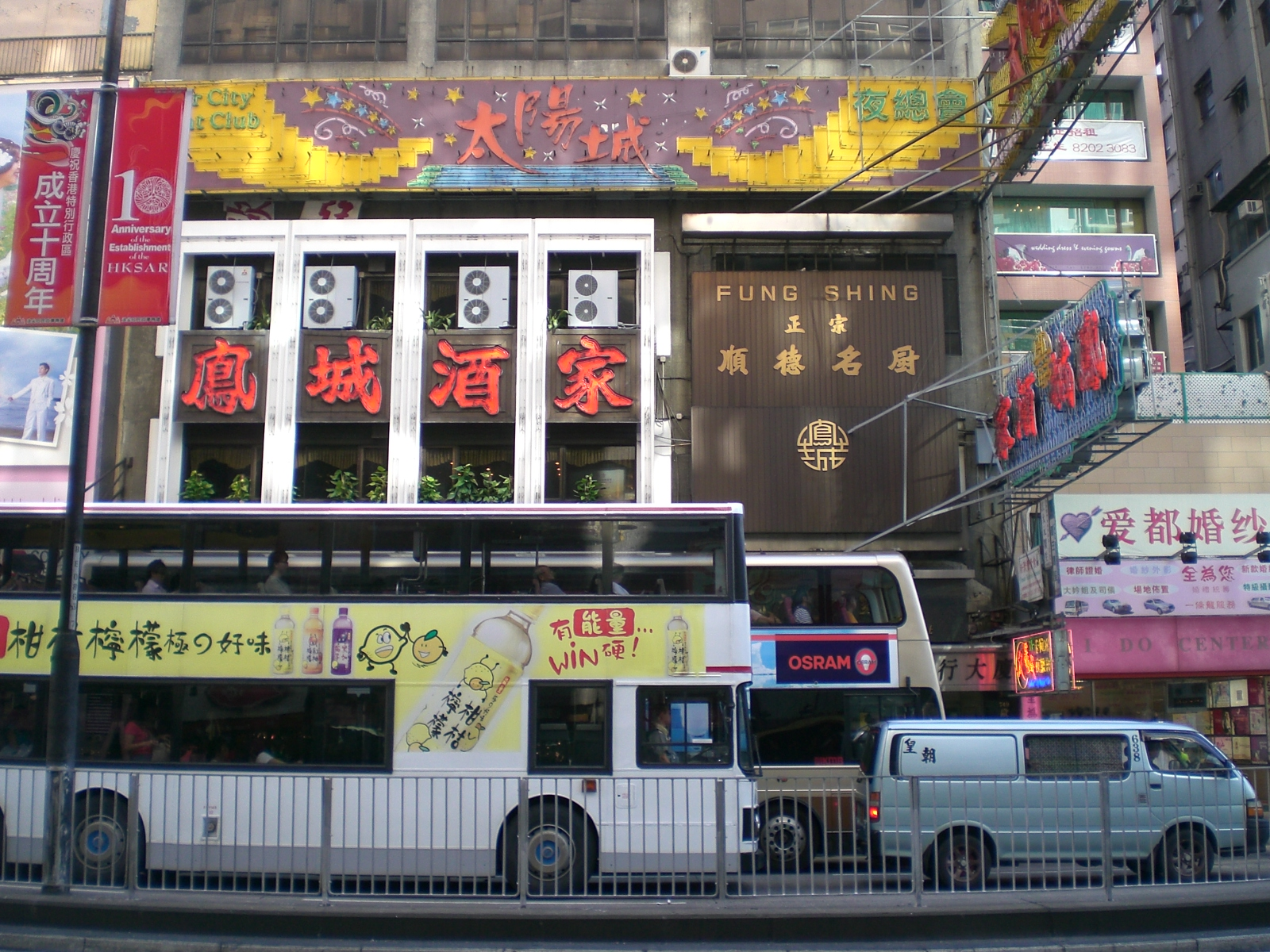
Đường Nathan, quận Du Tiêm Vượng
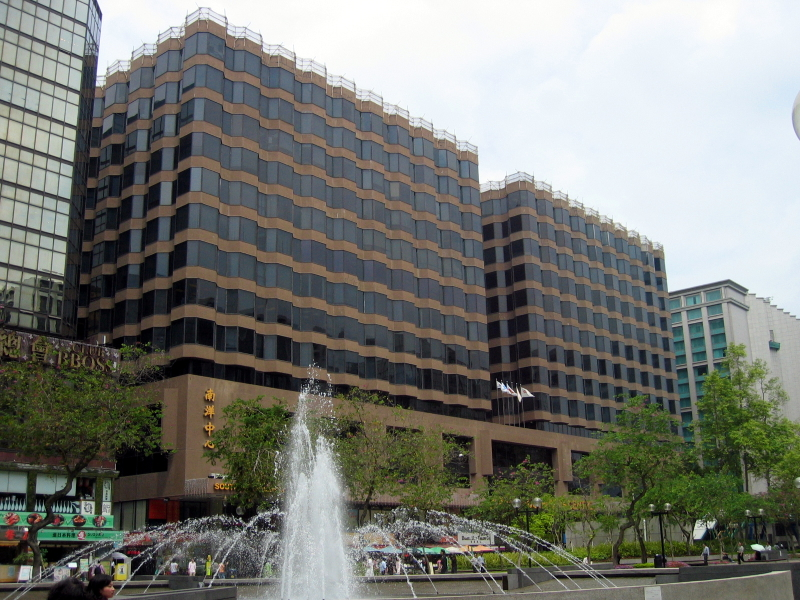
Đông Tiêm Sa Trớ
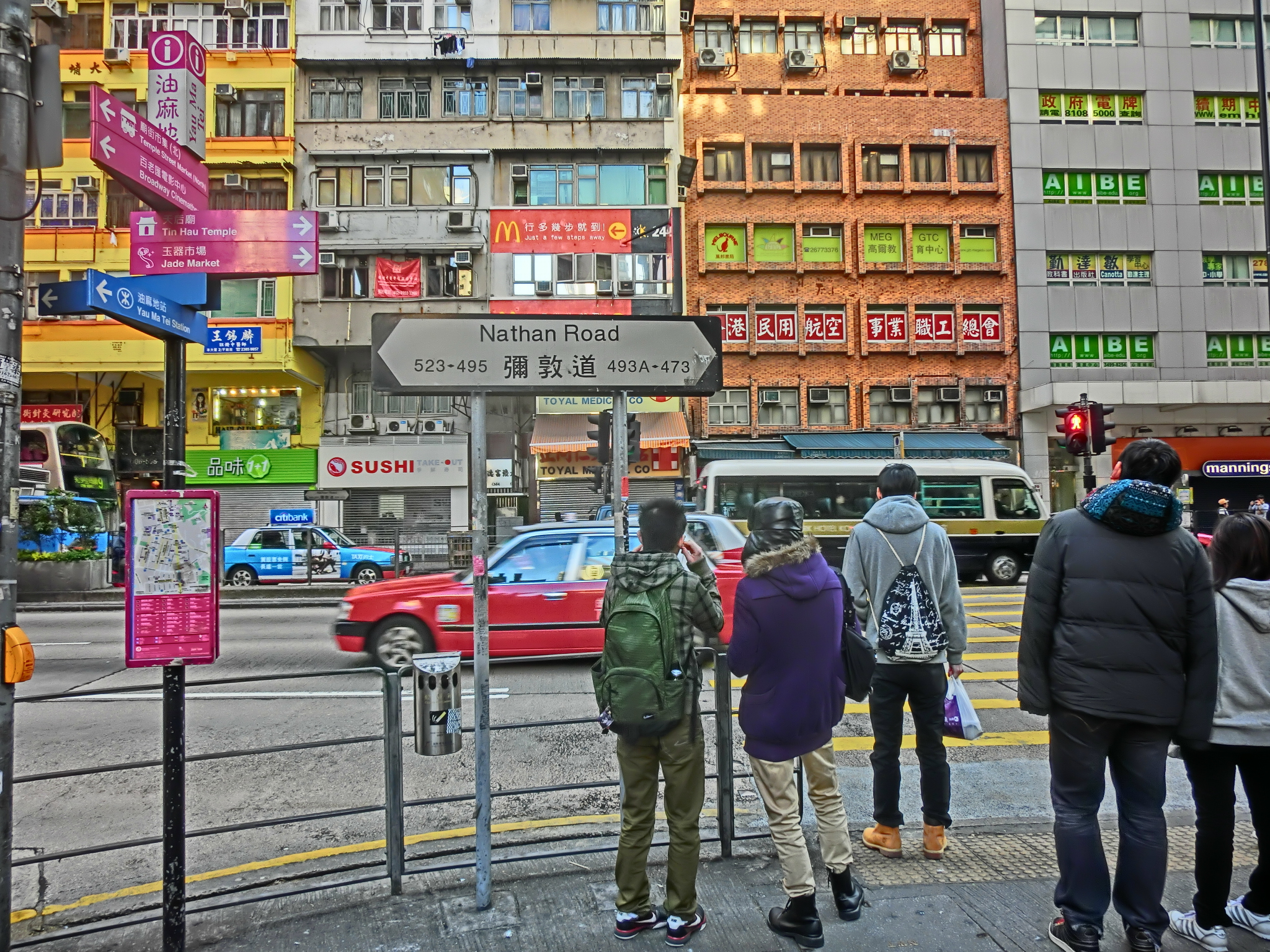
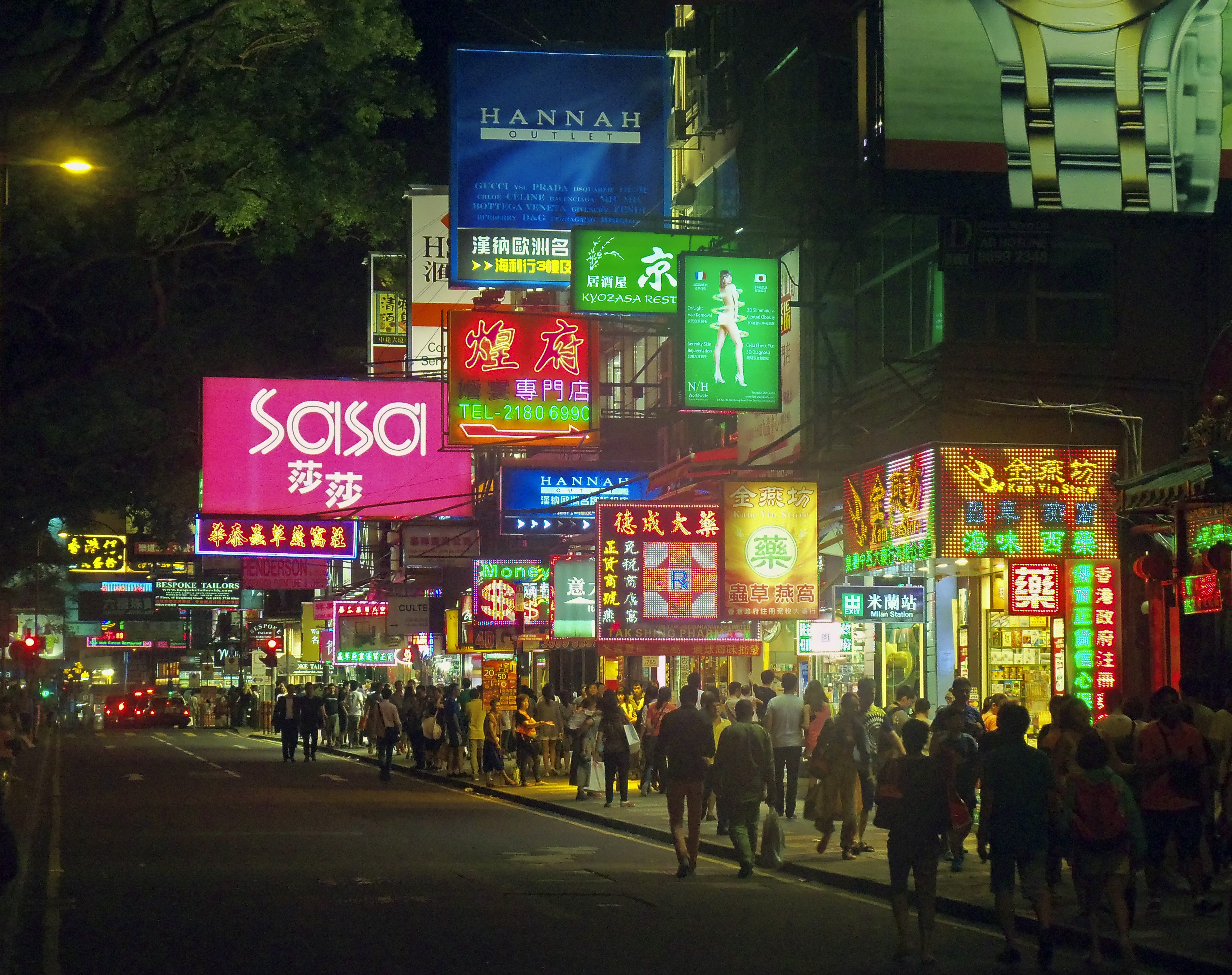
Đường Hải Phòng về đêm
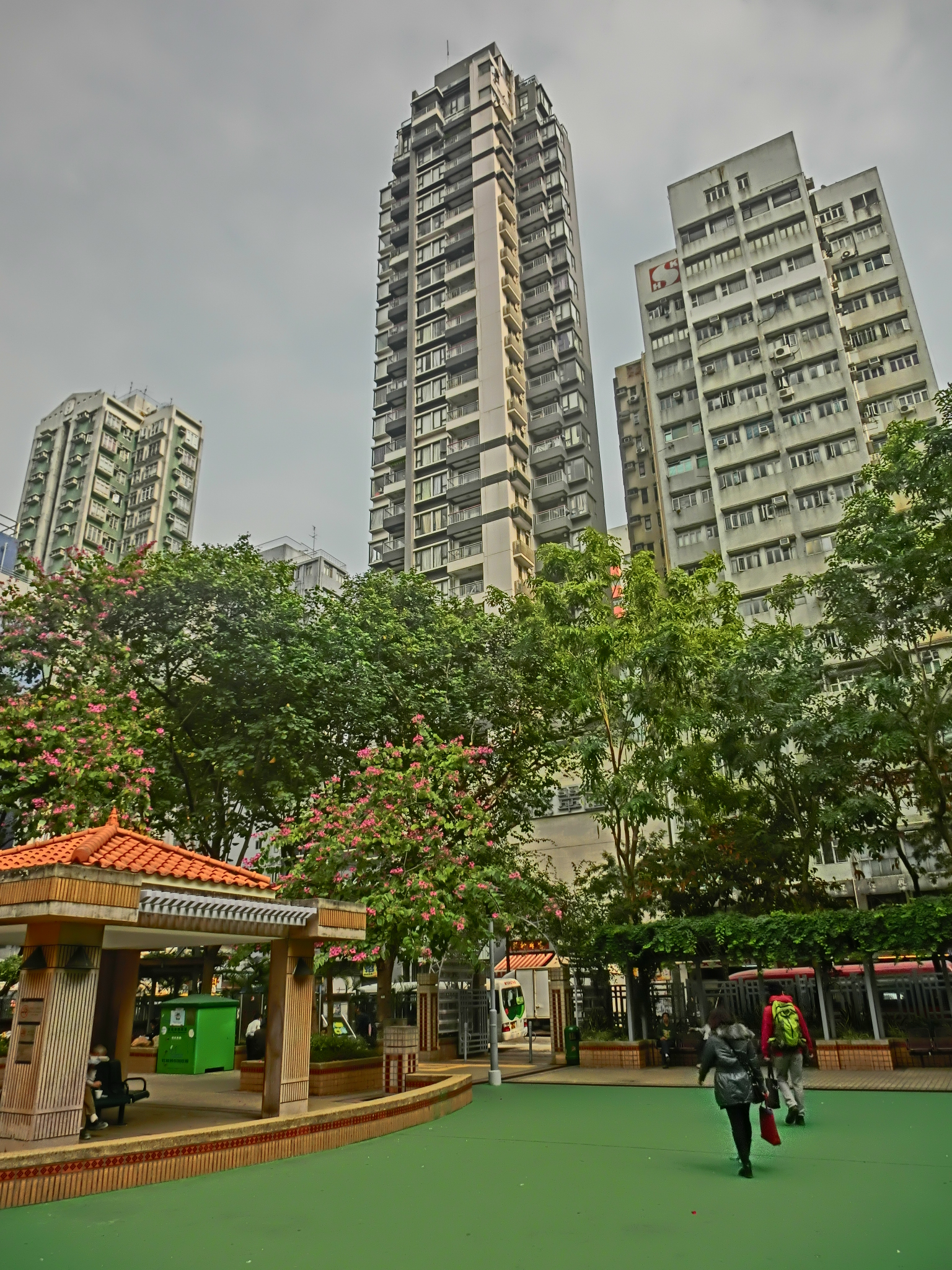
Sân chơi trên đường Sài Gòn

| Đại Giác Chủy        | Đại Giác Chủy    | Thái Tử Edward    |
| Ga tàu điện MTR      | Vượng Giác       | Vượng Giác        |
| Mong Kok West        | Du Tiêm Vượng    | Du Tiêm Vượng     |
| Ga tàu điện Cửu Long | Tá Đôn Quan Dũng | Hoàng Hữu         |
| Biển                 | Tiêm Sa Chủy     | Tiêm Sa Chủy Đông |